# Sisavan
Sisavan (in armeno Սիսավան?, fino al 1991 Yengija/Yengidzha) è un comune dell'Armenia di 1.947 abitanti (2008) della provincia di Ararat.